# Moxostoma cervinum
Moxostoma cervinum és una espècie de peix de la família dels catostòmids i de l'ordre dels cipriniformes.

## Morfologia
Els mascles poden assolir els 19 cm de longitud total.

## Distribució geogràfica
Es troba a Nord-amèrica: des de Virgínia fins a Carolina del Nord.